# Oreodera lateralis
Oreodera lateralis là một loài bọ cánh cứng trong họ Cerambycidae.